# Trial (pel·lícula)
Trial és una pel·lícula estatunidenca dirigida per Mark Robson, estrenada l'any 1955.

## Argument
Un noi mexicà és acusat de violació i assassinat. De la seva defensa s'ocupa un advocat jove i inexpert que haurà de demostrar la innocència del noi enfront d'una agitada comunitat que el considera culpable per endavant.

## Premis
1955: Nominada a l'Oscar al millor actor secundari (Arthur Kennedy) 1955: Globus d'Or al millor actor secundari (Arthur Kennedy)

## Repartiment
- Glenn Ford: David Blake
- Dorothy McGuire: Abbe Nyle
- Arthur Kennedy: Bernard 'Barney' Castle
- John Hodiak: Fiscal John J. 'Jack' Armstrong
- Katy Jurado: Mrs. Consuela Chavez
- Rafael Campos: Angel Chavez
- Juano Hernandez: Jutge Theodore 'Ted' Motley
- Robert Middleton: Xèrif A. A. 'Fats' Sanders
- John Hoyt: Ralph Castillo
- Paul Guilfoyle: Cap Grant
- Elisha Cook Jr.: Finn
- Ann Lee: Gail Wiltse
- Whit Bissell: Sam Wiltse
- Richard Gaines: Dr. Johannes Albert Schacter
- Frank Ferguson: Kiley
- Barry Kelley: Jim Brackett